# Orlando Graham
Orlando Graham (Montgomery, 5 maggio 1965) è un ex cestista statunitense, professionista nella NBA, in Francia e in Italia.

## Carriera
È stato selezionato dai Miami Heat al secondo giro del Draft NBA 1988 (40ª scelta assoluta).